# كيليان أوفيرميري
كيليان أوفيرميري (6 ديسمبر 1985 بغنت في بلجيكا - ) هو لاعب كرة قدم بلجيكي في مركز الوسط. شارك مع منتخب بلجيكا تحت 19 سنة لكرة القدم ومنتخب بلجيكا تحت 21 سنة لكرة القدم ومنتخب بلجيكا لكرة القدم. أما مع النوادي، فقد لعب مع نادي لوكيرين.

## مسيرته الكروية
لعب كيليان أوفيرميري خلال مسيرته الاحترافية مع نادِ واحدٍ في سبعة عشر موسمًا وسجل خلالها 15 هدفًا ضمن 443 مباراة. حيث فاز في موسمين بالكأس ولم يفز بأي دوري.
خاض كيليان أوفيرميري مسيرته مع نادي لوكيرين في موسم 2003–04 ليلعب معه سبعة عشر موسمًا، مشاركًا في 443 مباراة سجل خلالها 15 هدفًا.

## روابط خارجية
- كيليان أوفيرميري على موقع الاتحاد البلجيكي (الإنجليزية)
- كيليان أوفيرميري على موقع قاعدة بيانات كرة القدم.إي يو (الإنجليزية)
- كيليان أوفيرميري على موقع ناشيونال فوتبول تيمز (الإنجليزية)
- كيليان أوفيرميري على موقع Soccerway.com (الإنجليزية)